# M.I.L.K.
M.I.L.K. (coreano: 밀크 (), acrónimo de Made In Lovely Kin) fue un grupo femenino surcoreano formado por SM Entertainment en 2001. El grupo debutó el 17 de diciembre de 2001, con el álbum completo With Freshness. Estaba formado por 4 integrantes: Park Hee-von, Kim Bo-mi, Bae Yu-mi y Seo Hyun-jin. En 2003, Bae Yu-mi abandonó el grupo, lo que provocó su disolución. Las integrantes hicieron su transición a carreras de actuación en solitario.

## Historia
El grupo tardó dos años en formarse. Debutó con su primer álbum With Freshness el 17 de diciembre de 2001. El grupo estaba gestionado por SM Entertainment y su club de fans se llamaba "Milky Way". Se esperaba que "Into the New World" fuera la canción principal de su segundo álbum planeado, pero fue cancelada, y paso 5 años archivado hasta que el 2 de agosto de 2007 se convirtió en la canción debut de Girls' Generation.

## Miembros
- Park Hee-von
- Kim Bo-mi
- Bae Yu-mi
- Seo Hyun-jin

## Discografía

### Álbumes de estudio
| Título         | Detalles del álbum |
| -------------- | --- |
| With Freshness | - Fecha de lanzamiento: 17 de diciembre de 2001 - Etiqueta: SM Entertainment - Formatos: CD, cassette Lista de sencillos 1. "Crystal" 2. "Come to Me" 3. "Sad Letter" 4. "Blind Love" 5. "All My Love For You" 6. "I Want You" 7. "Secret" 8. "Reason" 9. "Wish" 10. "She Never..." 11. "Stay with me" 12. "Good Time" 13. "Crystal" (Instrumental) |

El álbum fue producido por Moon Hee-joon. Fueron los primeros trabajos en los que participó el equipo de producción Sweetune.

### Sencillos
| Título       | Año  | Álbum          |
| ------------ | ---- | -------------- |
| "Come to Me" | 2001 | With Freshness |
| "Crystal"    | 2002 | With Freshness |
| "Sad Letter" | 2002 | With Freshness |

## Premios
| Ceremonia de entrega de premios | Año  | Categoría         | Trabajo nominado | Resultado | Ref. |
| ------------------------------- | ---- | ----------------- | ---------------- | --------- | ---- |
| Mnet Music Video Festival       | 2002 | Mejor grupo nuevo | "Come to Me"     | Nominado  |      |